# 古拉什共产主义
古拉什共产主义（匈牙利語：Gulyáskommunizmus），又译肉汤共产主义，也因卡达尔·亚诺什得名卡达尔主义（Kádárizmus），是指匈牙利人民共和国自1962年至1989年采取的一系列改革措施。此项改革引入了自由市场经济的元素，改善了人权纪录，使匈牙利的政策逐渐脱离斯大林主义的教条。“古拉什共产主义”得名于匈牙利名菜古拉什，因这道菜需要混合各类不同的食材，故该词意指匈牙利政策的混合了多样政策和理念。在当时的社会主义国家中，匈牙利号称是“最欢乐的兵营”。

## 名称
20世纪中苏论战期间，为了便于理解，中共报刊《参考消息》将其翻译为了“土豆烧牛肉共产主义”。

## 起源
| “                                                           | 我们消灭了人与人之间的剥削，剥削阶级已经消失。虽然阶级仍旧存在，但他们都是劳动阶级，且阶级之间没有不可调和的冲突存在。 | ” |
| ——卡达尔·亚诺什，1985年匈牙利社会主义工人党第十三次代表大会 | |   |

### 1956年匈牙利革命
导致1956年匈牙利革命的历史事件为古拉什共产主义的开始创造了氛围。拉科西·马加什领导匈牙利劳动人民党（MDP），直到1956年革命结束前不久，以苏联约瑟夫·斯大林政权为榜样，建立了匈牙利共产主义。从这个意义上说，他帮助该国实现了广泛的工业化。虽然工业的快速转变带来了经济的初步激增，但最终使许多人的生活条件变得更糟。1951年，匈牙利人不得不使用票务系统购买基本物资。1953年斯大林去世后，苏联支持匈牙利领导层的更迭，并推荐纳吉·伊姆雷担任总理。纳吉在政府中采取了“政治自由化”的措施，这促使坚定的斯大林主义者拉科西于1955年将他赶下台。纳吉·伊姆雷在1956年的起义中回来领导政府。1956年10月和11月，匈牙利人民反抗强加给他们的政治和经济形势。苏联以军事力量作出反应，扑灭了起义，同时于1956年将国家指挥权移交给卡达尔·亚诺什担任总书记。

### 卡达尔·亚诺什掌权
卡达尔·亚诺什在1931年加入匈牙利共产党时，该党仍然是非法的。不久后，他因阴谋被捕。十年后，他于1941年重新加入该党，但一直躲藏到第二次世界大战结束，当时匈牙利在苏联红军占领后通过“蓝色选票”选举成为共产主义国家。他开始公开实行共产主义，并在匈牙利新的共产主义政府中工作，直到他第三次因涉嫌是反对党的“特工”而被捕。斯大林去世后，纳吉·伊姆雷释放了许多人，其中包括卡达尔。他被释放并恢复了名誉。他之所以受欢迎，是因为他是斯大林清洗的受害者，这证明他反对前拉科西政府。1956年7月，他当选为匈牙利政治局委员。在革命期间，1956年10月25日，他当选为MDP第一书记。六天后，MDP改组为匈牙利社会主义工人党（MSZMP），卡达尔成为其第一任领导人。苏联共产党中央政治局随后将他召集到莫斯科，在那里他被提名为匈牙利的新领导人。直到1988年，他对该国的政治事务有重大影响。

## 意识形态
与1956年之前相比，古拉什共产主义更加关注公众舆论，更加关注公民的当前福祉。它为异议提供了比苏联集团其他国家更大的自由度；卡达尔经常说：“谁不反对我们，谁就与我们站在一起。”这改变了共产党在社会主义发展中的作用，现在被解释为“服务”而不是“指挥”，减少了党与广大民众之间关系的形式，扩大了社会自我表达和自我管理的范围，并通过修改传播手段完善了马克思列宁主义的指导思想。在1956年的《改革共产主义》宣言中，纳吉·伊姆雷援引马克思列宁主义意识形态来渴望改革。他认为，马克思主义是一门“不能静止不动，必须发展完善的科学”。
他认为卡尔·马克思创造了一种方法，旨在指导社会主义及其发展，但并不完全涵盖它们。“正如列宁所说，马克思的理论给出了一般指导原则，这些原则必须在英国以不同于法国的方式加以利用，在法国也不同于英国。”历届苏联领导人都拒绝了这种解释，尼基塔·赫鲁晓夫1956年对匈牙利的回应和列昂尼德·勃列日涅夫1968年对捷克斯洛伐克的回应，以及由此产生的勃列日涅夫主义，该主义认为，尽管“每个社会主义国家都有权通过考虑其国情的具体性质来决定其在社会主义道路上的具体发展形式……但苏联不会容忍偏离社会主义原则和恢复资本主义”。
1962年，1956年匈牙利革命六年后，匈牙利社会主义工人党第八次代表大会宣布1956年后的“巩固社会主义”时期结束，“建立社会主义社会的基础”已经实现，这使得与1956年有关的大多数被判刑者能够获得大赦。在卡达尔执政期间，该党逐渐遏制了秘密警察的一些过度行为（例如，内政部第三部取代了国家保安局），并废除了拉科西执政期间颁布的大部分言论和行动限制。取而代之的是，该党引入了相对自由的文化和经济路线，旨在克服1956年后对卡达尔政府的敌意。1966年，中央委员会批准了“新经济机制”，放宽了对外贸易限制，给予市场运作有限的自由，并允许一些小企业在服务业经营。尽管与苏联社会主义相比是自由主义的，但第一次放松经济控制远没有1956年改革带来的威胁。官方政策采用了不同的集体管理方法，将机械化的步伐留给了每个人。此外，集体主义者没有执行强制作物交付和工作日信贷制度，而是使用了每月的现金工资。20世纪60年代后期，合作社被允许进入相关和一般的辅助业务，如食品加工、轻工业和服务业。

## 政策

### 内政
卡达尔·亚诺什在苏联军事干预后上台。随后，数千名匈牙利人被捕。最终，其中26,000人被带到匈牙利法院，22000人被判刑和监禁，13000人被拘留，229人被处决。大约200,000人作为难民逃离匈牙利。匈牙利前外交部长盖佐·耶森斯基估计有350人被处决。工人委员会的零星抵抗和罢工一直持续到1957年中期，造成了经济混乱。之后，卡达尔明确表示与拉科西政府决裂，并试图通过改革改善生活条件。
1962年，匈牙利革命六年后，匈牙利社会主义工人党第八次代表大会宣布对1956年以来被监禁的革命者实行大赦。到1963年，1956年匈牙利革命的大多数政治犯已被释放。1968年，中央委员会批准了新经济机制，这是一项改革匈牙利经济的法案。它影响了企业，让企业通过水平整合而不仅仅是垂直整合来发展。反过来，企业可以采购原材料并出口多余的产品。该法案放宽了中央计划，让企业在供应商和经济决策中拥有更多发言权。新经济机制实现了提高全州人民生活水平的目标。在20世纪60年代和70年代的大部分时间里，人们享有更多的文化自由，国家的意识形态压力也有所减轻。匈牙利的经济资源被调动起来，通过提供更广泛的消费品来更有效地满足消费者需求。引入了一些经济改革措施，将有限的市场机制纳入苏式计划经济的框架。这项政策的一个不幸结果是经济压力上升和高负债，这在20世纪80年代末变得明显。
尽管没有合法的反对派，但一个非法的反对派团体存在了大约20年，即所谓的“民主反对派”（匈牙利语：Demokratikus ellenzék），受到国家机器的密切监视。它的前身是所谓的布达佩斯学派（匈牙利语：Budapesti iskola）。

### 外交
匈牙利与革命者和解后，卡达尔·亚诺什政府与苏联达成协议，苏联将控制外交事务，而卡达尔则可以控制国内事务。通过这一妥协，苏联利用匈牙利作为共产主义东方和资本主义西方之间罕见的门户。匈牙利开始与西方进行贸易并制定交易。助长古拉什共产主义时期的大部分资本来自西方资本。匈牙利和苏联之间的石油贸易也推动了改革。匈牙利无法将古拉什共产主义延续到20世纪80年代的一个主要原因是对这些外国收入的依赖。20世纪70年代中期，一场石油危机袭击了匈牙利（以及世界其他大部分地区），迫使他们从西方国家获得更多贷款来支付膨胀的油价。这场石油危机导致匈牙利各地基本商品的价格上涨，反过来，到1985年，生活水平自实施古拉什共产主义以来首次开始下降。
文化自由的增加，加上生活水平的提高和对外事务的相对开放，导致匈牙利各地消费品的消费增加。人们开始购买电视机、私家车，并开始采用一种基于消费增长的思维方式。他们的要求很难得到满足，“Kicsi vagy kocsi”（意为“孩子或车子”）一词被用来表达沮丧。即便如此，社会主义汽车和其他消费品仍大量涌入全国。1964年，布达佩斯开设了多个外国大使馆。由于匈牙利是东欧集团中相对富裕的国家，因此匈牙利是其他共产主义国家游客的目的地，对他们来说，前往西方要困难得多。